# Camarasaurus
Camarasaurus, ibland också men felaktigt benämnt Camarosaurus, var ett släkte dinosaurier tillhörande infraordningen sauropoder. Namnet betyder "kammarödla". I Wyoming och Utah har man påträffat cirka 155–145 miljoner år gamla fossil av släktet, från slutet av jura. Det finns även fossil som pekar på att Camarasaurus levt i Portugal.

## Beskrivning
Camarasaurus var en typisk sauropod: den var fyrbent, hade massiv kropp med lång hals och svans, och ett litet huvud. Storleken kunde variera mellan olika arter. Den minsta, C. grandis, blev 7–8,2 meter lång, medan arterna i Nordamerika blev 18–20 meter långa och vägde upp till 20 ton. Camarasaurus hade ihåliga ryggkotor i nacke och rygg, vilket gjorde skelettet lättviktigt. Liksom de samtida och besläktade brachiosauriderna hade Camarasaurus kortare svans än diplodociderna och gick med högburen hals, vilket troligen gjorde det lättare för denna växtätare att beta högt upp i trädtopparna. 
Halsens längd är med cirka 3 meter lite kortare än hos andra sauropoder av samma storlek. Födan utgjordes troligtvis av barrväxter.

## Taxonomi
Camarasaurus klassas till en grupp med sauropoder som kallas Macronaria, vilken också inkluderar familjen Brachiosauridae och kladen Titanosauria. Trots sina yttre likheter med brachiosauriderna klassas Camarasaurus till en egen familj, Camarosauridae, som även inkluderar släktet Aragosaurus.

### Synonymer
Släktet har ett flertal olika synonymer:
- Cathetosaurus Jensen, 1988
- Caulodon Cope, 1877
- Morosaurus Marsh, 1878
- Uintasaurus Holland, 1919

### Arter
Släktet omfattar endast fyra arter:
- C. grandis, Marsh 1887 (ursprungligen beskriven som Apatosaurus grandis)
- C. lentus, Marsh 1889 (ursprungligen beskriven som Morosaurus lentus)
- C. lewisi, Marsh 1888 (ursprungligen beskriven som Cathetosaurus lewisi)
- C. supremus, Cope 1877 (typart)